# ベイリー・マシューズ
ベイリー・マシューズ（Baily Matthews）は、イングランドのランカシャー州ブラックプール出身のプロレスラー。現在は、NXTにてチャーリー・デンプシー （Charlie Dempsey）というリングネームで活動。
父は、元プロレスラーでWWEグローバル・タレント・ディベロップメント部副部長のウィリアム・リーガル。

## 来歴
2018年にデビュー。2021年9月にWWEと契約しNXT UKに所属する。12月16日、ハンク・ウォーカーと対戦し、勝利。
1月10日のニュー・イヤーズ・エヴィルでは、ハンク・ウォーカーと対戦し、勝利。1月31日、ドリュー・グラックと対戦するも敗北。2月14日、ハンク・ウォーカーと対戦後、グラックがウォーカーを裏切る。グラックは、デンプシーとチームを組み、番組の収録が終了。
2024年1月3日、全日本プロレスに参戦し、三冠ヘビー級王座に挑戦する予定。

## 得意技
リーガルプレックス
変形弓矢固め
ランカシャースタイル関節技

## 入場曲
- Crawl 現在使用中